# Eustrotia matercula
Eustrotia matercula là một loài bướm đêm trong họ Noctuidae.